# Benton (Missouri)
Benton város az USA Missouri államában, Scott megye megyeszékhelye. Lakosainak száma 866 fő (2020. április 1.).

## Népesség
A település népességének változása:

| 2010 | 863 |
| 2020 | 866 |